# Die Überfliegerin
Die Überfliegerin ist eine Erzählung von Angela Krauß aus dem Jahr 1995.
Nach der Wende plötzlich im Besitz der Reisefreiheit für Ziele außerhalb des ehemaligen Ostblocks, fliegt eine Leipzigerin in einem traumhaften Rausch immer westwärts. Westdeutschland kommentarlos hinter sich lassend – der erste im Text erwähnte Topos nach dem Abflug ist der Atlantik – besucht die Überfliegerin in den USA nette fremde Leute. Immer westwärts weiter fliegend, landet die Überfliegerin bei Bekannten. Das sind alte Briefpartner in Moskau.

## Inhalt
I. Leipzig
Die anonyme, atheistische Ich-Erzählerin räumt ihr Zimmer in der Mietskaserne nahe beim Leipziger Hauptbahnhof gründlich aus. Sie spricht von „abreißen“. Nicht nur, dass sie sich von der alten Tapete trennt. Auch das bequeme Sofa wird zerstört und seine Teile über 116 Stufen in den Keller bugsiert. Während die Nachbarn längst handeln – ein Nachbar Herr Händsch, vormals Rangierer auf dem Hauptbahnhof, drängt der Erzählerin eine Unfallversicherung auf. Bisher hat die Erzählerin meist nur Tatmenschen beobachtet. Nun möchte sie selbst handeln. Auf dem Gerümpel im Kohlenkeller harrend – es ist ein Sommermonat – merkt die Frau, dass der geliebte Mann naht.
II. USA
Der dem Ansehen nach Jahrzehnte alte Urinfleck im hinteren unterirdischen Quergang des Leipziger Hauptbahnhofes wird – für das zweite Kapitel nur – vergessen gemacht. Beeindruckt von der neuen Welt, vom Freudenruf der Amerikaner, wenn sie staunen, kommt die im Mittelwesten gelandete Überfliegerin in Minneapolis Twincity bei David und Julie unter. David strengt die Befreiung gefolterter Eingekerkerter aus arabischen Verliesen an und Julie macht schwierige gymnastische, aus Kanada überkommene Übungen. Als die Überfliegerin den freundlichen Gastgebern aus ihrem Leben erzählen soll, lehnt sie dieses Ansinnen ohne Rechtfertigungsversuch als nicht machbar ab.
Weiter geht der Flug zu der wildfremden Lilly und ihrem Informatiker Tom nach Madison. Die Überfliegerin lernt ein neues Charakteristikum der Gesellschaftsordnung kennen, in die sie unversehens hineingeraten ist: den berufsbedingten Ortsveränderungswillen ihrer Mitglieder. Lilly und Tom haben schon in Boston, Chicago, Ann Arbor, Michigan, Iowa, Lion und Crosstown gewohnt. Lilly arbeitet in der Uni-Bibliothek als so etwas wie eine Kartografin.
Während der vier Tage bei Amy in San Francisco schließlich dreht sich das Kleiderkarussel. Endlich, nach dem Erlebnis Golden Gate, glaubt die Überfliegerin, sie sei vollkommen glücklich. Welch ein Wunder, die Welt ist unendlich! Und endlich hat man die Wahl; wenn auch nur aus einer Reihe grell-amerikanischer Krawatten.
III. Moskau
Schließlich wird, von der Grundstimmung her, im letzten Kapitel ein Gemenge aus dem ersten düsteren und dem zweiten hellen Kapitel zelebriert. Während des Weiterfluges – selbstredend immer westwärts und westwärts – ist die Rede von den Mongolen und dann noch von Nowosibirsk. In Moskau gelandet, wird die Überfliegerin bereits von ihrer Brieffreundin Toma und von deren Sascha erwartet. Ab geht es in Semjons Chrysler. Mit Genossin, Schwester, Liebste, Schönste war die Überfliegerin damals in DDR-Zeiten brieflich angeredet worden. Sascha – mit dem Mobiltelefon am Ohr – ist im nun konsumorientierten Russland ein Banker geworden. Der Rubel soll rollen. Eigentlich aber geht es in Moskau jetzt nur noch um den Dollar.
Auf einmal kann Semjons amerikanischer Wagen mit der Protagonistin an Bord fliegen. Die unfallversicherte Überfliegerin meint, sie werde in der nächsten Minute sterben, aber der russische PKW-Pilot beruhigt brüllend: „Wir landen!“

## Form
Langue
Manche Sätze fallen aus dem Rahmen dieses gerafften Weltreise-Berichtes, auch wenn sie in den Mund eines ehemaligen Sowjetmenschen gelegt wurden: „Wir werden untergehen oder morgen im Weltgeldkreislauf operieren.“ Eine profane Ursache solcher sanften Leserschockierung mag die nonchalante Missachtung der im Deutschen gebräuchlichen Interpunktion seitens der hypermodernen, offenbar auf das gelegentliche Nivellieren bedachten Schreiberin sein.
Parole
Repetierend vorgetragene Stereotype haben Sinn. Erstens wird gesagt: „Fliegen wäre schön“, wenn man im heimatlichen Leipzig hockt und „Fliegen ist schön“ auf dem Wege in die USA und nach Moskau. Zweitens wird in dem Buch dreimal herausgeschrien: „Die Russen sind fort!“
Semantik
Dieser Text – eine Phantasterei – ist schwerverdaulich, weil ihn seine Autorin, ein klein wenig atomphysikalisch-thermodynamisch angehaucht, mit tollkühner Absicht in lauter Stücke zerhackt hat. Ein herkömmlicher Handlungsfaden ist somit in dieser atomisierten Materie nur mit Kraftaufwand detektierbar. Trotzdem ist das Buch lesenswert. Da ist eine junge Frau, die lässt sich keineswegs auf die in ihrem näheren Wohnumfeld aufkommende Leipziger Wendehals-Hektik ein, sondern bricht erwartungsvoll in die Fremde, also in den Westen, auf.
Pseudowissenschaftlicher Humor
Mitunter hat es den Anschein, als ob die global und stellenweise beinahe intergalaktisch denkende Ich-Erzählerin der Angela Krauß etwas von Theoretischer Physik verstünde. Sie meint: „Die Naturgesetze sind nicht auslegbar“ und nennt die „Entropie... als das Maß für Unordnung“. Es geht weiter mit Elektrodynamik: „...die Welt... besteht aus Körpern und geladenen Zwischenräumen“. Der zweite Hauptsatz der Thermodynamik sogar wird in das Geschehen locker-leicht montiert.
Buße für die deutsche Schuld
Fast nur für Insider (sprich: Ossis) kenntlich, wird DDR-Historie ironisch referiert. Zum Beispiel die Oma auf dem grünen Sofa in Oberschlema im Kontext mit den Russen (zweimal dicht hintereinander eine halbe Seite vor dem Sofa werden die „Freunde“ erwähnt) assoziiert Ausbeutung der Uranvorkommen im Erzgebirge durch die Siegermacht des Zweiten Weltkrieges.

## Interpretation
Überidee
Das ganze Buch scheint bald so angelegt, als wolle uns Angela Krauß nahelegen, der Glücksfall Deutsche Wiedervereinigung anno 1989/90 sei Gorbatschow zu danken. Das spricht die Autorin indirekt aus. Zum Beispiel Wessis werden – bis auf Davids Schwester aus Hildesheim – nicht erwähnt; etwa so, als ob Willy Brandts Wort „Jetzt wächst zusammen, was zusammengehört“ von der Überfliegerin für das Erste bewusst überhört worden wäre.
Philosophie
Angesichts der neuen Gesellschaftsordnung, die den DDR-Bürger im Gefolge der Wende im November 1989 über Nacht um ein Haar entwurzelt hätte, ist für die Überfliegerin das erbarmungslose Hinterfragen scheinbar konstanter Termini – wie zum Beispiel der Golden West, jenem Land, in dem Milk and Honey fließen – angezeigt. Dabei ergibt sich, eigentlich ist nichts konstant. Fliegt diese sonderbare Dame zum Beispiel lange genug nach Westen, gelangt sie in den tiefsten Osten.

## Rezeption
Lützeler lobt das humorige Buch als Werk voll von tiefer Ironie und sieht Parallelen zu Thomas Brussigs „Helden wie wir“, Jens Sparschuhs „Zimmerspringbrunnen“ und Reinhard Jirgls  „Abschied von den Feinden“. In diese „Neue ostdeutsche Literatur“ ordnet der Rezensent noch Wolfgang Hilbig, Ingo Schulze und Sibylle Berg ein. Seine Besprechung der „Überfliegerin“ kreist um sechs „erdichtete“ Dingsymbole – das Sofa und die Tapete im Leipziger Zimmer am Hauptbahnhof, das Fliegen und den in den USA unvermittelt ausbrechenden fraulichen Bekleidungswahn der Überfliegerin sowie den Chrysler und den Gott Dollar allüberall im auf einmal kapitalistischen Moskau.

### Textausgaben
Verwendete Ausgabe
- Angela Krauß: Die Überfliegerin. 124 Seiten. Suhrkamp, Frankfurt am Main 1996 (2. Aufl.), ohne ISBN

### Sekundärliteratur
- Paul Michael Lützeler: Von Angst und Euphorie: Angela Krauß' Erzählung »Die Überfliegerin«. S. 125–135 in  Paul Michael Lützeler (Hrsg.), Jennifer M. Kapczynski (Hrsg.): Die Ethik der Literatur. Deutsche Autoren der Gegenwart. Wallstein Verlag, Göttingen 2011. ISBN 978-3-8353-0865-7